# 御門台駅

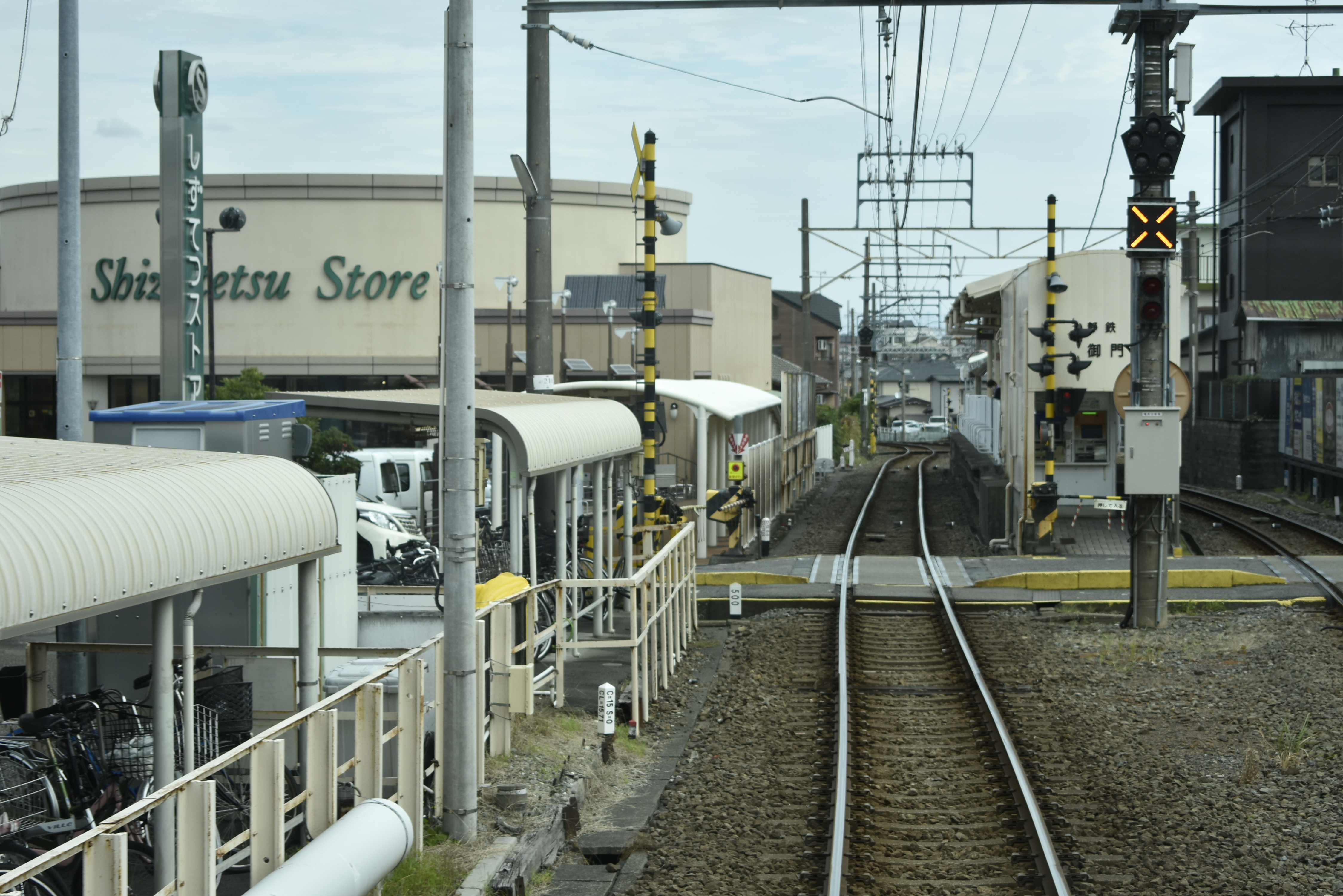
下り線より駅を見る（2010年10月）

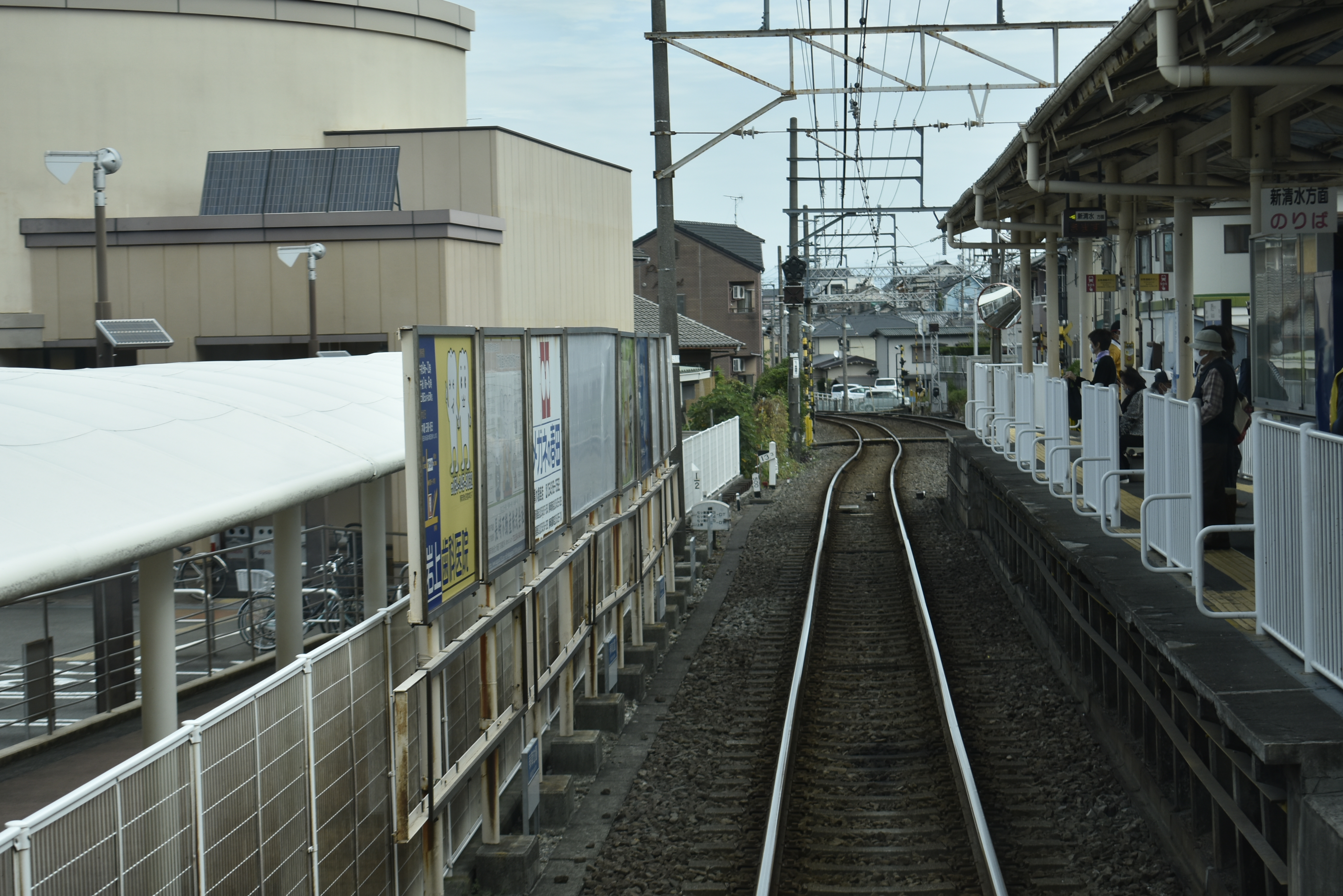
駅に入線（2010年10月）

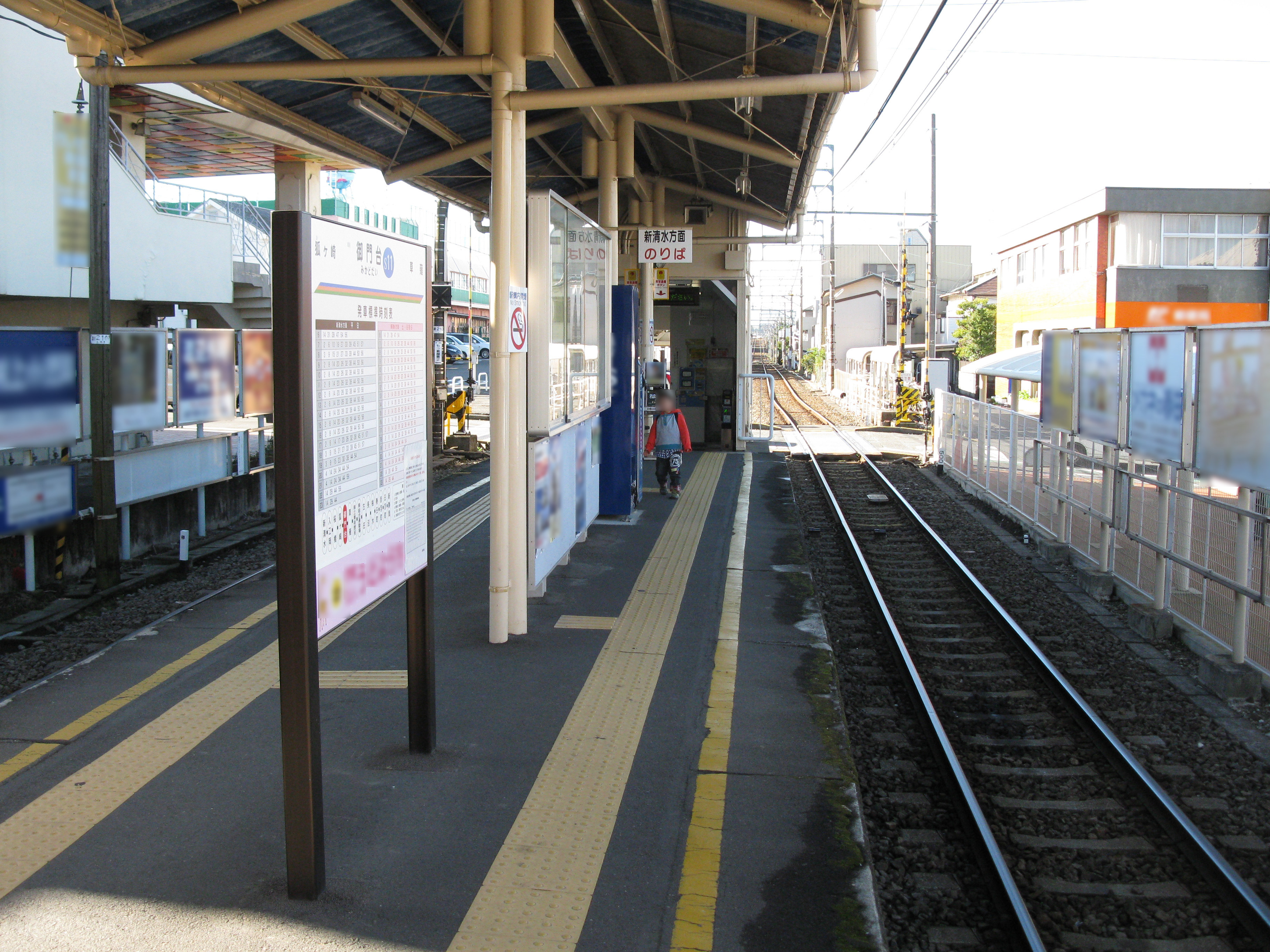
ホーム（2010年12月）

御門台駅（みかどだいえき）は、静岡県静岡市清水区七ツ新屋一丁目にある静岡鉄道静岡清水線の駅。駅番号はS11。

## 歴史
1996年（平成8年）3月31日以前のダイヤにおいて急行停車駅であり、2011年（平成23年）から2020年（令和2年）にかけて運行されていた急行・通勤急行も停車していた。
その後、2025年3月29日のダイヤ改正で急行・通勤急行が復活し、再び停車駅となった
。

### 年表
- 1908年（明治41年）12月9日：有度学校前駅（うどがっこうまええき）として開業。
- 1961年（昭和36年）3月1日：現駅名に改称。

## 駅構造
島式1面2線のホームを持つ地上駅。駅舎はホームと一体型になっており、踏切の東側中央部から出入りする。歩道は設置されていない。構造上、上り列車が接近すると、通過が終了するまで踏切が塞がれる。
便所は駅スペースの都合上、駅とは離れた場所に設置されている。改札を右側に出て踏切と公道を通り、西側新静岡寄りの線路脇、駐輪場を兼ねた静岡鉄道の社有地にある。仮設風の水洗式便所（男女共用）がある。

### のりば
| 乗り場 | 路線        | 方向 | 行先             |
| ------ | ----------- | ---- | ---------------- |
| 1      | ●静岡清水線 | 下り | 新清水方面       |
| 2      | ●静岡清水線 | 上り | 草薙・新静岡方面 |

## 利用状況
「静岡市統計書」によれば、2019年度の一日平均乗車人員は1,410人、降車人員は1,473人であった。この乗降人員数は静岡清水線全15駅中9番目である。なお、同統計によれば、近年の乗降人員は以下の通りである。
| 年度               | 1日平均乗降人員 | 1日平均乗降人員 | 1日平均乗降人員 |
| 年度               | 乗車人員        | 降車人員        | 合計            |
| ------------------ | --------------- | --------------- | --------------- |
| 2002年（平成14年） | 1,256           | 1,583           | 2,839           |
| 2003年（平成15年） | 1,271           | 1,621           | 2,892           |
| 2004年（平成16年） | 1,252           | 1,608           | 2,860           |
| 2005年（平成17年） | 1,389           | 1,455           | 2,844           |
| 2006年（平成18年） | 1,244           | 1,632           | 2,876           |
| 2007年（平成19年） | 1,281           | 1,649           | 2,930           |
| 2008年（平成20年） | 1,442           | 1,386           | 2,828           |
| 2009年（平成21年） | 1,337           | 1,290           | 2,627           |
| 2010年（平成22年） | 1,324           | 1,473           | 2,797           |
| 2011年（平成23年） | 1,321           | 1,505           | 2,826           |
| 2012年（平成24年） | 1,363           | 1,506           | 2,869           |
| 2013年（平成25年） | 1,321           | 1,397           | 2,718           |
| 2014年（平成26年） | 1,358           | 1,422           | 2,780           |
| 2015年（平成27年） | 1,403           | 1,459           | 2,862           |
| 2016年（平成28年） | 1,425           | 1,490           | 2,915           |
| 2017年（平成29年） | 1,421           | 1,496           | 2,917           |
| 2018年（平成30年） | 1,437           | 1,513           | 2,950           |
| 2019年（令和元年） | 1,410           | 1,473           | 2,883           |

## 駅周辺
- 清水御門台郵便局
- 静岡市清水有度公民館
- 静岡市立清水有度第一小学校
- しずてつストア御門台店

## 隣の駅
静岡鉄道
S 静岡清水線
■急行・■通勤急行・■普通
草薙駅 (S10) - 御門台駅 (S11) - 狐ヶ崎駅 (S12)